# 호치키스 (래퍼)
호치키스(HOTCHKISS, 본명: 김호진, 2001년 5 18일 ~ )는 대한민국의 래퍼이다. 과거 랩네임은 '퍼피캣', '호카케'이었다. 고등래퍼 3에 출연하였으며 카와이 크리에이터로 많은 사람들의 관심을 받게 되었다. 또, 현재 유튜버로 활동중이기도 하다.

## 음반
- 눈(Snow) (prod. 기리보이 )
- WINNER (Prod.Bangroz)
- 키드밀리 카메라 리뷰 (prod. Grene Man)
- 에어컨 (Feat. 릴타치 ) (prod.기리보이(GIRIBOY))
- 해파리사냥(prod.Laptapboyboy)